# The Cornhill Magazine
The Cornhill Magazine est une revue publiée de 1859 à 1975 à Londres.

## Historique
The Cornhill Magazine était une revue traitant de sujets littéraires, publiée à Londres de 1859 à 1975, fondée par George Murray Smith.
Cornhill était un magazine de l'époque victorienne tirant son nom de la rue Cornhill à Londres. La première publication porte la date de janvier 1860. Il a continué jusqu'en 1975. C'était un journal littéraire avec une sélection d'articles de sujets divers et la publication en séries de nouveaux romans.
Smith espérait conquérir le même lectorat que All the Year Round, un magazine semblable appartenant à Charles Dickens et il a employé comme rédacteur William Thackeray, le grand rival littéraire de Dickens.
Le magazine a été une réussite, vendant beaucoup plus de numéros que l'on avait pensé probablement, mais au bout de quelques années le tirage a baissé rapidement. Il avait une réputation de contenu plutôt sûr, inoffensif dans la fin de l'ère victorienne. Une marque du haut respect dans lequel il a été tenu était la publication des extraits du Journal de notre vie dans les Highlands par la Reine Victoria. Les histoires étaient souvent illustrées et il a publié les œuvres de certains des écrivains principaux du temps : George du Maurier, Edwin Landseer, Frederic Leighton et John Everett Millais.

## Directeurs de rédaction
- William Thackeray
- G. H. Lewes
- Leslie Stephen
- Ronald Gorell Barnes
- James Payn
- Peter Quennell
- Leonard Huxley

## Auteurs publiés
- Arthur Conan Doyle : La Compagnie blanche (1891)
- Joseph Conrad : La Lagune (1897),
- George Eliot : Romola (1863),
- Thomas Hardy : Loin de la foule déchaînée (1874)
- Henry James : Washington Square (1880)
- Anthony Trollope : Framley Parsonage (1861)
- Robert Louis Stevenson : Charles d’Orléans (1876)